# Rhamphidarpe karawana
Rhamphidarpe karawana är en mångfotingart som beskrevs av Carl Graf Attems 1938. Rhamphidarpe karawana ingår i släktet Rhamphidarpe och familjen Odontopygidae. Inga underarter finns listade i Catalogue of Life.